# 一條實良
一條實良（1835年—1868年）是江戶時代左相大臣一條忠香的兒子，小名是片丸。是江戶時代末期的公卿；也是藤原北家分支一條家當主。他是昭憲皇后（明治天皇皇后）的同父異母兄弟。
宣布關閉橫濱港。1868年1月3日（慶應3年12月9日），王政復古頒布，他因公武合體而被停職。

## 職業
嘉永元年（1848年）8月7日敘從三位。安政5年（1858年）成為權大納言。1862年，他成為內大臣。
1867年成為右大臣。
明治四年（1868年）病逝。享年34歲。

## 家譜
- 父親：一條忠香
- 母親：家女法官
- 正室：近衛総子（近衛忠熙女）
- 生母不详的子女：
  - 女子：良子
  - 女子：亨子
- 養子
  - 男子：一條忠貞
  - 男子：一條實輝